# Luciano De Simon
Luciano de Simon (Trieste, 16 novembre 1934 – Trieste, 25 giugno 2002) è stato un matematico italiano.

## Biografia
Ha svolto tutta la sua carriera universitaria a Trieste, dove si è laureato nel 1962 summa cum laude con Giovanni Prodi. Dal 1980 assunse il ruolo di professore associato e si dedicò all'insegnamento di corsi di analisi matematica, analisi funzionale e topologia.
La sua ricerca ha riguardato principalmente equazioni differenziali alle derivate parziali ed equazioni di evoluzioni astratte. Nel 1964, proprio in quest'ultimo campo, risolse un problema di regolarità che negli anni ottanta ebbe rilevanza internazionale per via di Haïm Brezis. Nel corso della sua carriera ha collaborato con Giovanni Torelli.